# Фёдоров-Гусейнов, Гаджи Саидович
Гаджи Саидович Фёдоров-Гусейнов (12 января 1937; Карабудахкент, Дагестанская АССР, СССР — 3 ноября 2008; Махачкала) — российский историк и археолог, доктор исторических наук, заведующий кафедрой истории Дагестанского государственного университета.

## Биография
Фёдоров-Гусейнов учился на историческом факультете Дагестанского государственного университета (ДГУ), со 2-го курса перешел в Московский государственный университет (МГУ) и закончил его. Стал первым археологом среди кумыков. Работал научным сотрудником в секторе археологии и этнографии Института ИЯЛ ДФ АН СССР, доцентом, профессором кафедры истории Дагестана Дагестанского госуниверситета. В 1970 году в Москве защитил кандидатскую диссертацию по истории на тему «Северный Дагестана в раннем средневековье. (Историко-археологические очерки)», а в 1995 году — докторскую диссертацию на тему «Этническая история Северо-Восточного Дагестана: (Проблема происхождения кумыков)».

## Научная деятельность
Фёдоров-Гусейнов Г. С. известен как наиболее последовательный защитник концепции «дагестанского» происхождения тюркского народа кумыков, изложенной в монографии «История происхождения кумыков», по этой гипотезе кумыки, это тюркизированные дагестанцы. (1996)..
В своей статье «Кумыки и этногенез народов Дагестана» Г. С. Федоров-Гусейнов отметил в заключении; «Мы, историки и вся научно-педагогическая интеллигенция, обязаны остановить потоки лжи, мифотворческие опусы, которые оказывают „медвежью услугу“ кумыкскому и другим автохтонным народам единого неделимого Дагестана в составе Российской Федерации».
Другими учеными-кумыковедами, как Г-Р.Гусейнов, К. М. Алиев, Н. Х. Ольмесов, ныне покойный Дж. М. Хангишиев, А. М. Аджиев и другими, была подвергнута обоснованной критике точка зрения Г. С. Федорова-Гусейнова, высказанная им в своих монографиях по вопросу происхождения кумыков..

## Интересные факты
- Гаджи Саидович — академик Международной академии информатизации.